# Bataille de Monte Castello
Campagne d'Italie de la Seconde Guerre mondiale
Batailles
Invasion de la Sicile
- Lampedusa
- Corkscrew
- Mincemeat
- Barclay
- Animals
- Chestnut
- Narcissus
- Fustian
- Ladbroke
- Gela
- Troina
- Centuripe

Invasion de l'Italie
- Baytown
- Avalanche
- Rome
- Slapstick
- Armistice de Cassibile
- Achse
- Naples
- Bombardement du Vatican
- Ligne Volturno
- Libération de la Corse
- Ligne Barbara
- Bombardement de Bari

Ligne Gustave
- Ligne Bernhardt
- Raincoat
- San Pietro Infine
- Rivière Moro
- Ortona
- Rivière Rapido
- Monte Cassino
- Shingle
- Cisterna
- Diadem
- Strangle
- Ligne Trasimene
- Libération de Rome
- Ancône
- Brassard

Ligne gothique
- Rimini
- Saint-Marin
- Gemmano
- Montecieco
- Monte Castello
- Garfagnana

Offensive du printemps 1945
- Tombola
- Bowler
- Roast
- Bologne
- Argenta Gap
- Herring
- Collecchio

Guerre civile italienne
La bataille de Monte Castello (italien : Battaglia del Monte Castello ; allemand : Schlacht von Monte Castello ; portugais : Batalha de Monte Castello ; affrontement de l'opération Encore) est un engagement ayant opposé les forces alliés aux forces allemandes retranchés dans le nord de l'Italie, du 25 novembre 1944 au 21 février 1945, pendant la campagne d'Italie de la Seconde Guerre mondiale. La bataille marqua l'entrée du Corps expéditionnaire brésilien dans la guerre terrestre en Europe. À partir de novembre 1944, des combats acharnés durèrent trois mois et se terminèrent le 21 février 1945. Six attaques alliées furent montées contre les forces allemandes, dont quatre s'avéreront être des échecs tactiques.